# Lechytia cavicola
Lechytia cavicola är en spindeldjursart som beskrevs av William B. Muchmore 1973. Lechytia cavicola ingår i släktet Lechytia och familjen Lechytiidae. Inga underarter finns listade i Catalogue of Life.